# Jedovatí hadi v Izraeli
Jedovatí hadi v Izraeli
V Izraeli žije jednačtyřicet druhů hadů, devět z nich jsou jedovatí hadi, ale jen dva druhy žijí v zalidněných oblastech a tudíž je větší riziko uštknutí.

## Čeleďkorálovcovití(Elapidae)

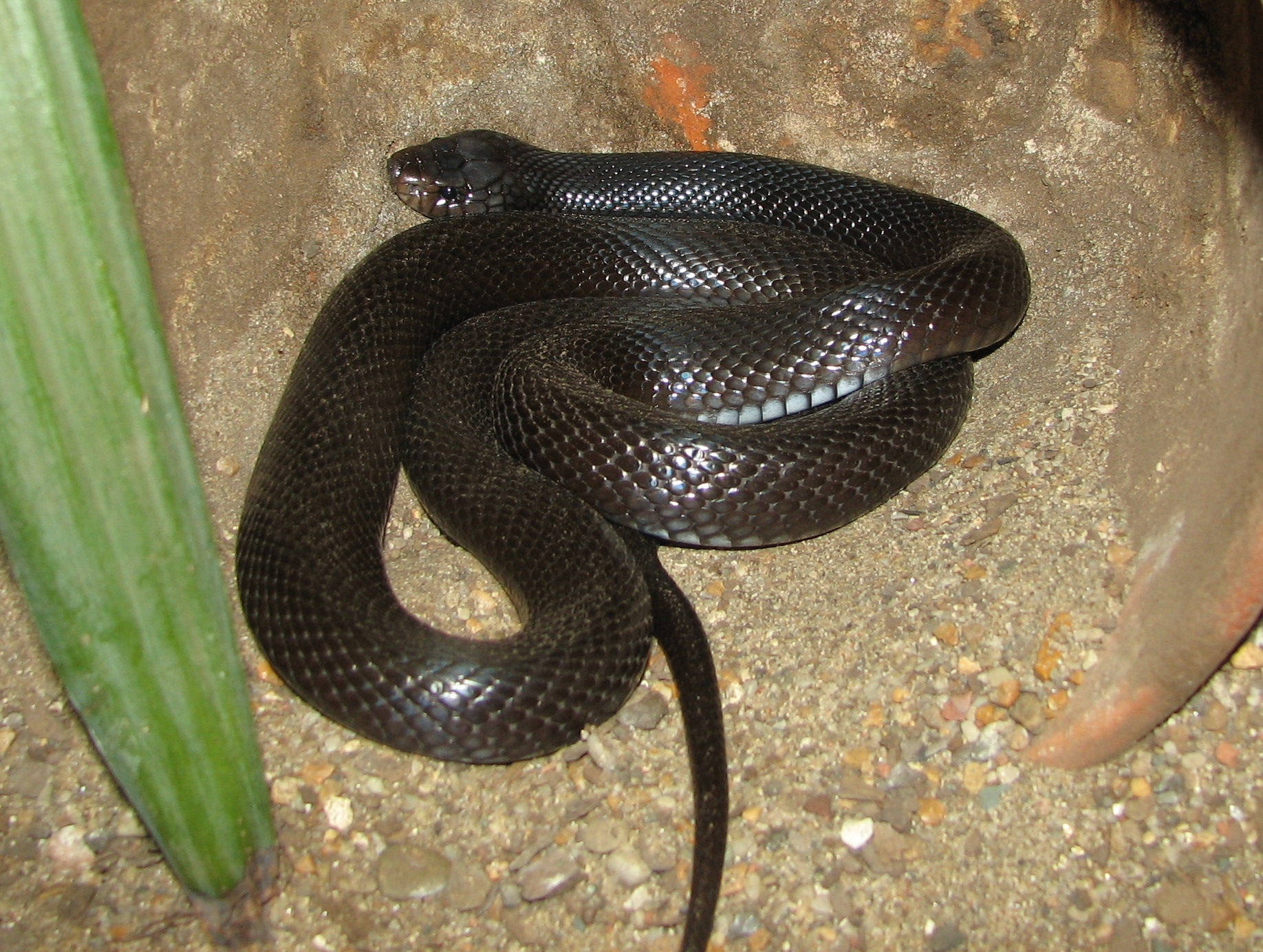
kobra stepní

- Kobra stepní (Walterinnesia aegyptia)

Noční živočich, živící se hlavně ropuchami, občas požírající denní plazy v jejich nočních úkrytech.
Délka: až 130 cm, váží asi 1 kg. 
Vyskytuje se  v Egyptě a v jihozapadní Asii - v Izraeli na Negevu a v Jordánském údolí.

## Čeleďzmijovití(Viperidae)

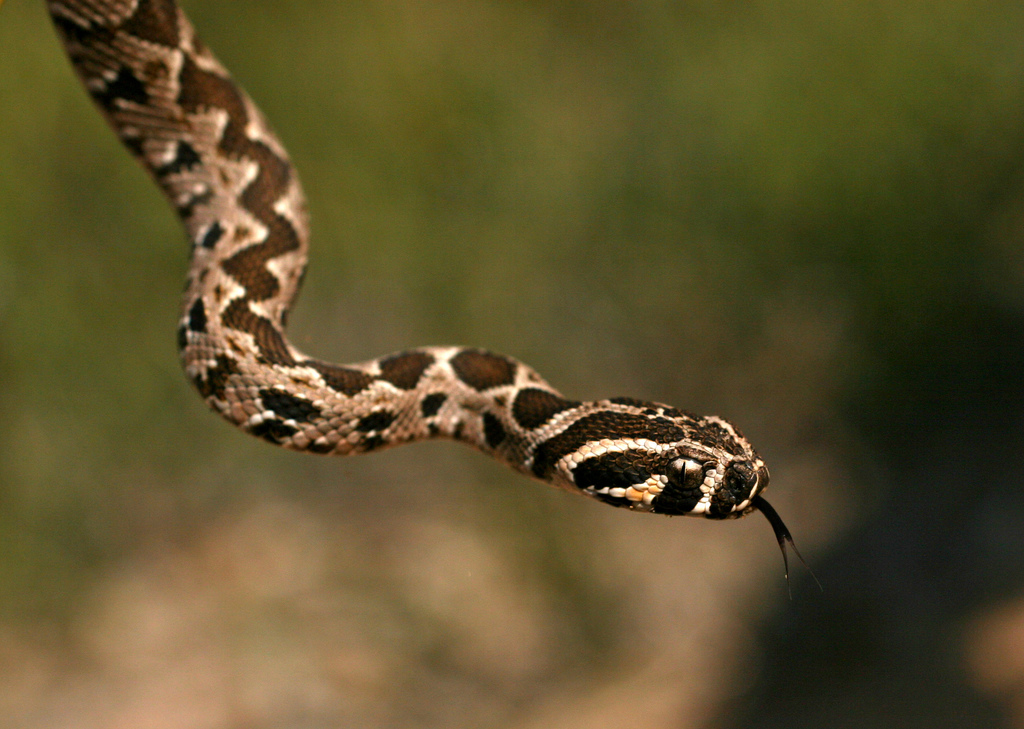
zmije palestinská

- Zmije palestinská (Vipera palaestinae)

Nejrozšířenější izraelský jedovatý had. Dosahuje délky až 1,35 m a váhy do 1,5 kg.
Základní barva je šedo-žlutavá. Na hřbetě je klikatý hnědý pruh a na bocích dvě řady hnědých skvrn. Hlava je trojúhelníkovitá s hnědým V.
Žije od Aškelonu a Aradu na sever (kromě údolí Jordánu). Dále v Jordánsku, Sýrii a Libanonu.
- Zmije písečná (Cerastes vipera)

Nejmenší místní zmije. Tělo široké, ale ocas krátký a úzký.
Žije v písčitých půdách západního Negevu, v trojúhelníku  Chaluca - Nicana - Revivim.
Délka: do 35 cm, váží asi 50 g. Barva je žlutavá se světle hnědými skvrnami.
Její uštknutí není zřejmě pro člověka smrtelné.
- Zmije Gasperettiho (Cerastes gasperettii)

Tlustý, široký had.
Délka až 75 cm, váha až 400 g.
Její základní barva je šedo-žlutavá, na hřbetě hnědé skvrny a světlé šupiny.
Vyskytuje se na písčinách Aravy, od Chacevy k Ejlatu.
- Zmije rohatá (Cerastes cerastes)

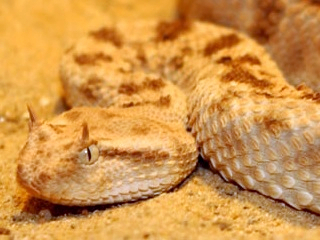
hlava zmije rohaté

Podobná zmiji Gasperettiho. Většina jedinců má nad očima trčící šupiny jako rohy.
Žije vzácně na západním Negevu. Její rozšíření není přesně známé.
- Zmije perská (Pseudocerastes persicus fieldi)

Je široká a robustní, s krátkým a úzkým ocasem. Dlouhá do 90 cm a vážící až 500 g.
Žlutavá, s hnědými skvrnami, světle ohraničenými. Nad očima šupinaté trny, čnící jako rohy.
Žije na písčinách ve wádích a na písčito-skalnatých místech, mezi Dimonou, Sde Boker a Jotvatou.
V Izraeli nebylo registrováno smrtelné uštknutí, ač je nejspíš smrtelně nebezpečná.
- Zmije libanonská (Vipera bornmuelleri)

Je činná ve dne. Je živorodá. Je hnědo-šedivá s hnědými a světlými skvrnami.
Žije v Libanonu a na pohoří Hermon v nadmořské výšce 1600 až 3000 metrů.
Délka: do 75 cm, váží až 250 g.
- Zmije pestrá (Echis coloratus)

Délka: do 80 cm, váží do 180 g.
Základní barva šedo-žlutavá až červeno-hnědá, se světlými skvrnami s tmavým okrajem.
Výskyt: skalnatá a kamenitá místa - Arava, Negev, Judská poušť až ke Gilboa. V posledních letech se vyskytuje i na západním Negevu.
V Izraeli registrováno několik smrtelných případů uštknutí.

## Čeleďzemězmijovití(Atractaspidiae)

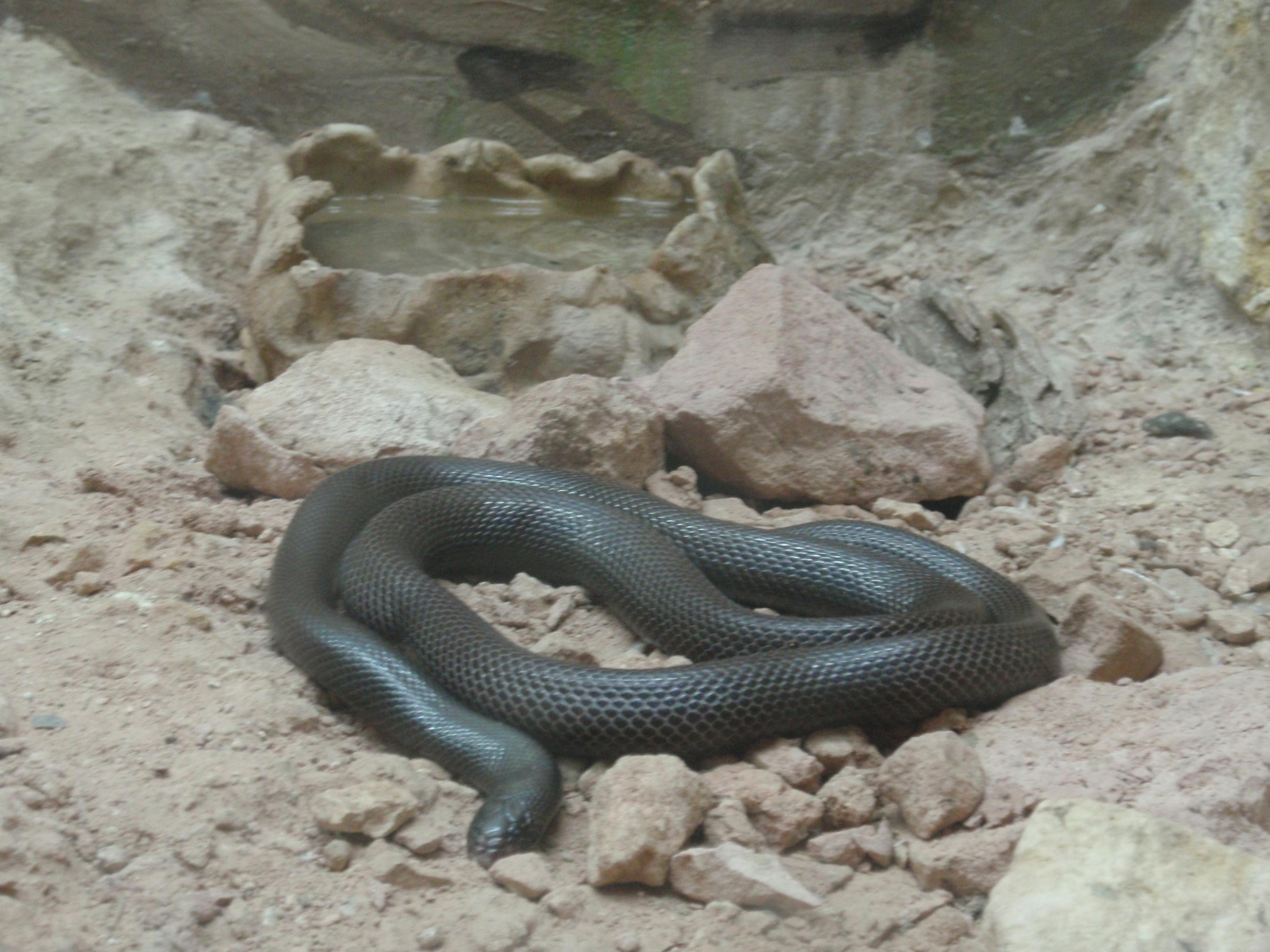
zemězmij palestinský

- Zemězmij palestinský (Antactaspis engaddensis)

Černý had, s hlavou úzkou jako jeho tělo, žijící v zemi ve vlhkých písčitých půdách, často v oázách. 

Délka: až 80 cm, váží asi 70 g. jeden z nejmenších místních jedovatých hadů.
Žije na nesouvislém území od Aravy, Negevu, údolí Jordánu po pohoří Gilboa. Mimo Izrael se vyskytuje na Sinaji a severozápadu Arabského poloostrova.